# Список умерших в 1203 году
В этой статье представлен список известных людей, умерших в 1203 году.
См. также: Категория:Умершие в 1203 году

## Январь
- 12 января — Мартин Леонский[англ.] — испанский священник и богослов, святой римско-католической церкви.
- 21 января — Агнесса II — княгиня-аббатиса Кведлинбургского аббатства (1184—1203)

## Февраль
- Конрад фон Эгерсхайм[нем.] — епископ Бамберга (1202—1203)

## Март
- 6 марта — Вильгельм Эскилльский — святой римско-католической церкви[1].
- Гедвига фон Балленштедт[нем.] — маркграфиня-консорт Мейсена (1156—1190), жена Оттона II Богатого

## Апрель
- 3 апреля — Артур I (16) — герцог Бретани с 1196 года, граф Анжу с 1199 граф Ричмонд с 1187 года из династии Плантагенетов, сын Жоффруа II, герцога Бретани и Констанции де Пентьевр, графини Ричмонд. Убит Иоанном Безземельным.
- 6 апреля — Вильгельм Парижский — католический церковный деятель, святой римско-католической церкви, покровитель Дании.

## Май
- 12 мая — Нантелмус[нем.] — епископ Сьона (1196—1203)
- 23 мая — Бернхард II фон Иббенбюрен[нем.] — первый князь-епископ Падерборна (1188—1203)

## Июнь
- 9 июня — Герман II фон Катценельнбоген[нем.] — епископ Мюнстера (1173—1203), первый архиепископ Мюнстера, основатель церкви Святого Мартина (Мюнстер) (ок. 1187)

## Июль
- 12 июля — Изабелла де Варенн — 4-я графиня Суррей, дочь Вильгельма де Варенна, 3-го графа Суррей и Аделы де Монтгомери.

## Август
- 27 августа — Матье I де Марли, сеньор де Марли и д'Аттиши, родоначальник линии сеньоров де Марли, участник Четвертого крестового похода.

## Сентябрь
- Гильом VIII де Монпелье, сеньор Монпелье.

## Октябрь
- 8 октября
  - Минамото но Итиман[англ.] — старший сын сёгуна Минамото-но Ёрииэ, погиб в огне во время межклановой борьбы.
  - Хики Ёсикадзу[англ.] — глава японского клана Хики, убитый вместе со всем родом по обвинению в заговоре против сёгуна Минамото-но Ёрииэ.

## Ноябрь
- 4 ноября — Дирк VII — граф Голландии (1190—1203)

## Декабрь
- 23 декабря — Отто I фон Брена[нем.] — граф Брены (1182—1203)
- 24 декабря — Валеран де Бомон — 3-й граф Уорик с 1184, сын Рожера де Бомон, 2-го графа Уорика и Гундрады де Варенн, дочери Вильгельма де Варенна, 2-го графа Суррей.

## Дата неизвестна или требует уточнения
- Абдаллах ибн Гания, эмир Мальоркской тайфы (1187—1203).
- Алексей Палеолог — приёмный сын и наследник византийского императора Алексея III Ангела
- Барисон II — юдекс Галлуры (ок. 1170—1203).
- Ван-хан, хан кереитов.
- Владимир Юрьевич, муромский князь (1174—1203).
- Гаусельм Файдит — провансальский трубадур.
- Гилли Крист[англ.] — мормэр Мара (1183—1203)
- Грациано — кардинал-дьякон Св. Косьмы и Дамиана (1178—1203)
- Григор VI (Апират)[нем.] — католикос Армянской апостольской церкви (1194—1203)
- Давид I ап Оуайн — лорд Восточного Гвинеда (1170—1195)
- Джон Скотус[англ.] — епископ Данкелда (1183—1203)
- Евдокия Комнина — византийка, родственница императора Мануила I Комнина, сеньора-консорт Монпелье (ок. 1180—1202), как жена Гильома VIII де Монпелье
- Кончак — половецкий хан, сын хана Атрака (Отрока), внук хана Шарукана.
- Императрица Кси[англ.] — императрица-консорт Китая (1167—1189), жена императора Сяо-Цзуна
- Пьер I[фр.] — епископ Арраса (1184—1203)
- Ричард де Линкольн[англ.] — епископ Морея (1187—1203)
- Роберт де Ройе[фр.]	— епископ Эврё (1202—1203).
- Уильям де Стутвиль, английский барон, шериф Нортумберленда (1189—1194 и 1199—1200), шериф Линкольншира (1191), шериф Йоркшира (1200—1202), шериф Уэстморленда (1200—1203), шериф Камберленда (1198—1199 и 1200—1203).
- Хуилдар-Сечен, предводитель мангутов.
- Этьен[фр.] — епископ Турне (1191—1203), католический правовед.